# Guillema de Cabrera
Guillema de Cabrera (?-1277) fou amistançada de Jaume I de Catalunya-Aragó i esposa de Bernat (dit també Berenguer) de Cabrera (mort el 1248), castlà dels castells de Cabrera i senyor de Voltregà. Considerada filla del comte Hug IV d'Empúries.
Fruit de la seva relació amb el rei el 1250 rebé el castell d'Eramprunyà, i dos anys després li fou atorgat contracte de concubinatge i el castell i la vila de Terrassa, propietats que després (1274) permutà amb el rei pel castell i la vila de Gurb, alhora que li era confirmada la consigna sobre el castell de Terrassa que havia fet a favor del seu fill Arnau de Cabrera i de la muller d'aquest, Sibil·la de Saga (la qual fou la darrera amistançada de Jaume I).